# Kyle Howard
Kyle Alan Howard (Loveland, Colorado, 13 de Abril de 1978) é um ator estadunidense, mais conhecido por seus trabalhos nas séries de televisão My Boys e The Love Boat: The Next Wave.

## Biografia

### Vida pessoal
Howard cresceu na pequena cidade de Loveland, no estado do Colorado. Durante o ensino médio, ainda na cidade, ele participou da peça de teatro Wanna Play?!?. Na lugar, ele também conseguiu seu primeiro emprego, no qual trabalhou entre os 13 e 14 anos.
Durante as férias de verão, Kyle atuava em peças de teatro no Rialto, como The Sound of Music, The Best Christmas Pageant Ever, The Unsinkable Molly Brown, Charlie and the Chocolate Factory, e muitos outros. Em 1996, ele se mudou para Los Angeles, após ter certeza de que queria ser ator.

### Carreira
Seu início em Hollywood foi tímido, com filmes lançados direto em vídeo como Trigger Happy e Hooked, mas ele já começava a ser notado. Em Dezembro de 1996, Kyle participou de um episódio de Chicago Hope, o que o deu mais notoriedade, e o levou a um novo nível. Logo ele era a estrela de vários filmes como: The Paper Brigade, Adress Unknown, Skeletons e House Arrest.
Na televisão, seus trabalhos incluem papéis regulares em My Boys, Run of the House, Grosse Pointe, Related e The Love Boat: The Next Wave, e participações especiais em What I Like About You, The Drew Carey Show, Numb3rs e 8 Simples Rules.
Actualmente namora com Lauren Conrad.

## Carreira

### Televisão
- 2007 My Boys como Bobby Newman
- 2007 Numb3rs como Jason Aronow
- 2006 CSI: Crime Scene Investigation como Jeff Powell
- 2006 Related como Joel
- 2005 Nip/Tuck como Kevin Miller
- 2005 The Bad Girl's Guide como Damian
- 2005 8 Simple Rules como Bruno
- 2004 Hawaii como Trey
- 2004 Run of the House como Chris Franklin
- 2003 The Drew Carey Show como Evan
- 2003 What I Like About You como Evan
- 2002 Providence como Aidan Green
- 2002 Boston Public como Ferris Kaplan
- 2001 Friends como Alan Lewis
- 2001 Grosse Pointe como Dave
- 2000 Opposite Sex como Philip W. Steffan
- 1999 The Amanda Show como Kyle
- 1998 The Love Boat: The Next Wave como Danny Kennedy
- 1998 Pacific Blue como Josh Timmons
- 1997 Home Improvement como Greg Clark
- 1996 Chicago Hope como Alexander Verdulyak

### Cinema
- 2008 Made for Each Other como Ed
- 2003 Easy Six como J.P. Stallman
- 2002 Orange County como Arlo
- 2000 Yesterday's Children como Kevin Cole
- 1999 Townies como Tuffy
- 1999 Sign of the Times como Clark
- 1999 Baby Geniuses como Dickie
- 1997 Skeletons como Zack Crane
- 1997 Address Unknown como Matt Kester
- 1997 The Paper Brigade como Gunther Wheeler
- 1996 Hooked como Kevin
- 1996 House Arrest como Gregory Alan "Grover" Beindorf
- 1996 Trigger Happy como Kyle
- 1996 Robo Warriors como Zach Douglas

### Teatro
- The Sound of Music
- The Best Christmas Pageant Ever
- The Unsinkable Molly Brown
- Charlie and the Chocolate Factory
- The Lion, the Witch, and the Wardrobe
- The Miracle Worker
- The Diary of Anne Frank
- Wanna Play?!?